# فرانسوا دوفال (راقص)
فرانسوا دوفال (بالفرنسية: François Duval dit Malter)‏ هو راقص فرنسي، (ولد في باريس في فرنسا 1743  م).